# Miroslav (Postupice)
Miroslav je vesnice, část obce Postupice v okrese Benešov. Nachází se asi 5 km na jihozápad od Postupic. V roce 2009 zde bylo evidováno 51 adres. Miroslav leží v katastrálním území Nová Ves u Postupic o výměře 8,47 km².

## Historie
První písemná zmínka o vesnici pochází z roku 1381.

## Galerie

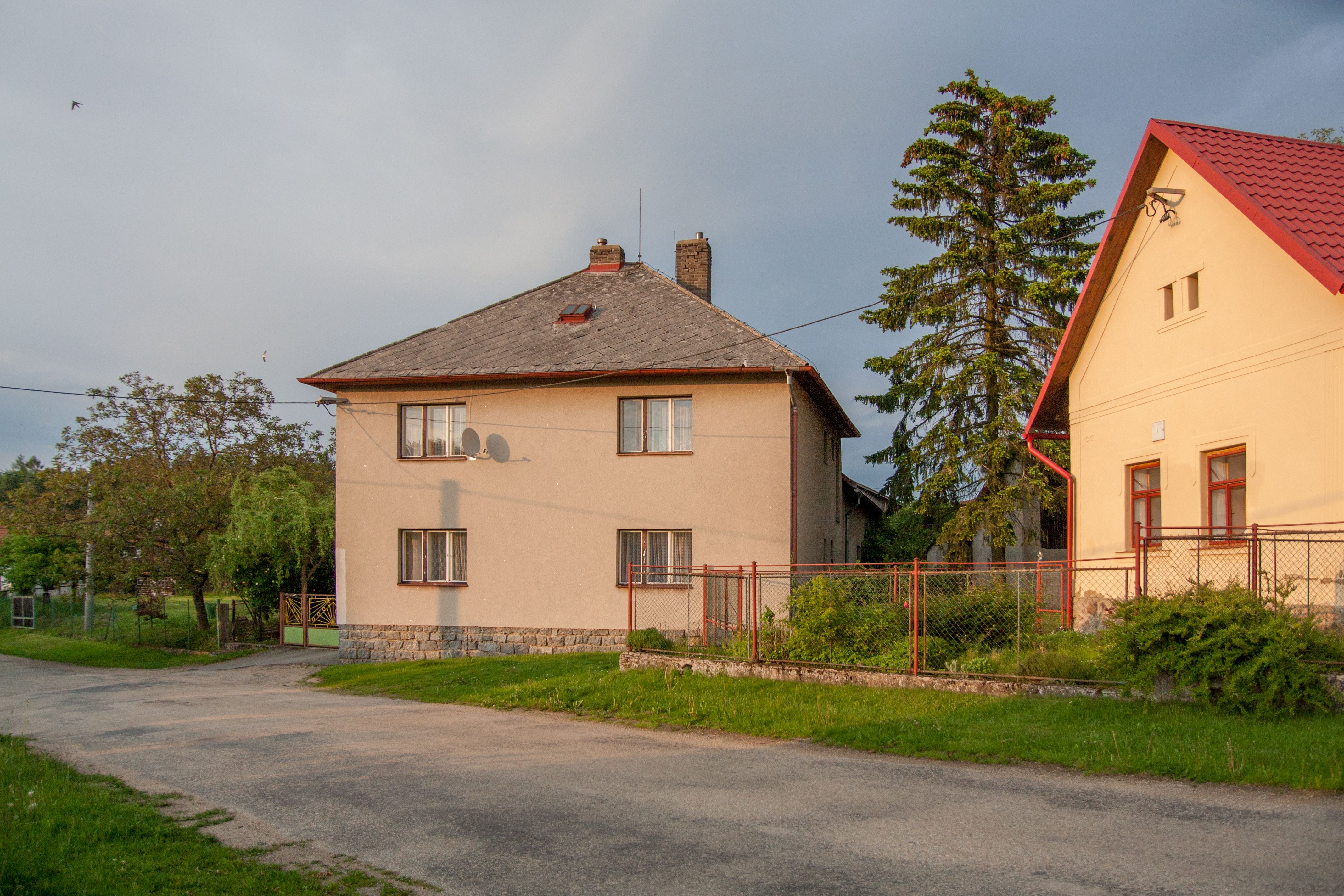
Domy (2019)
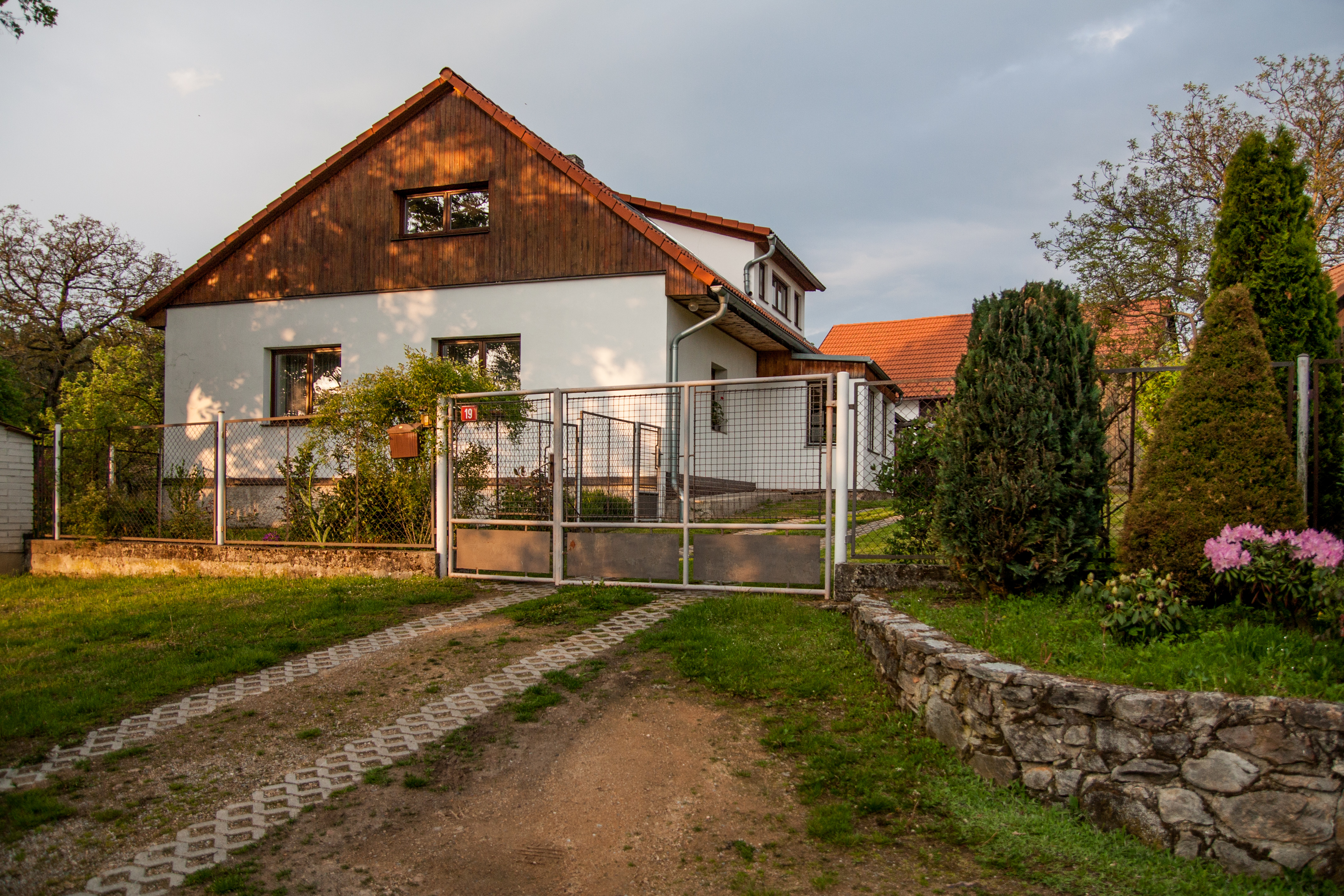
Dům (2019)
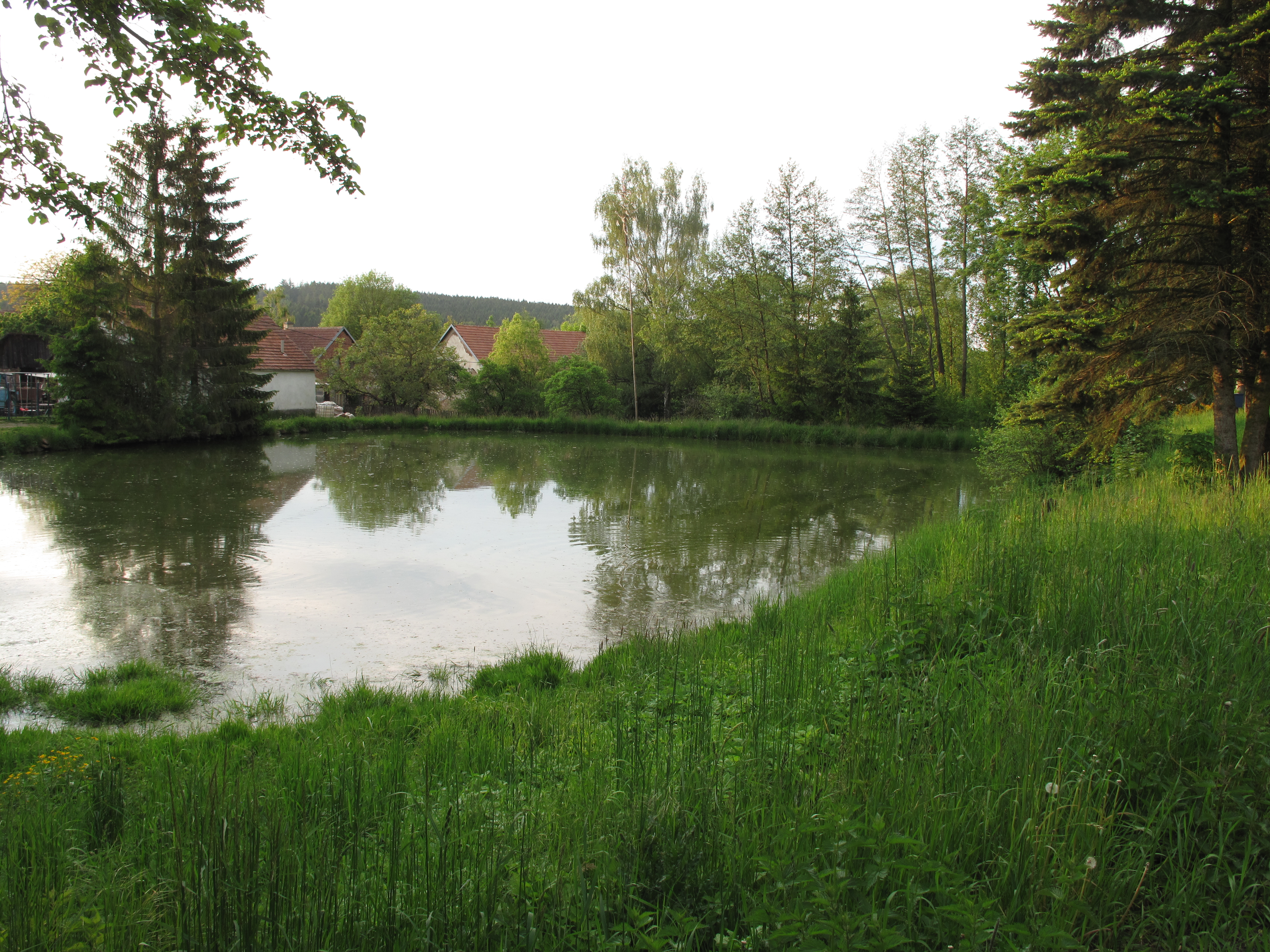
Rybník (2019)
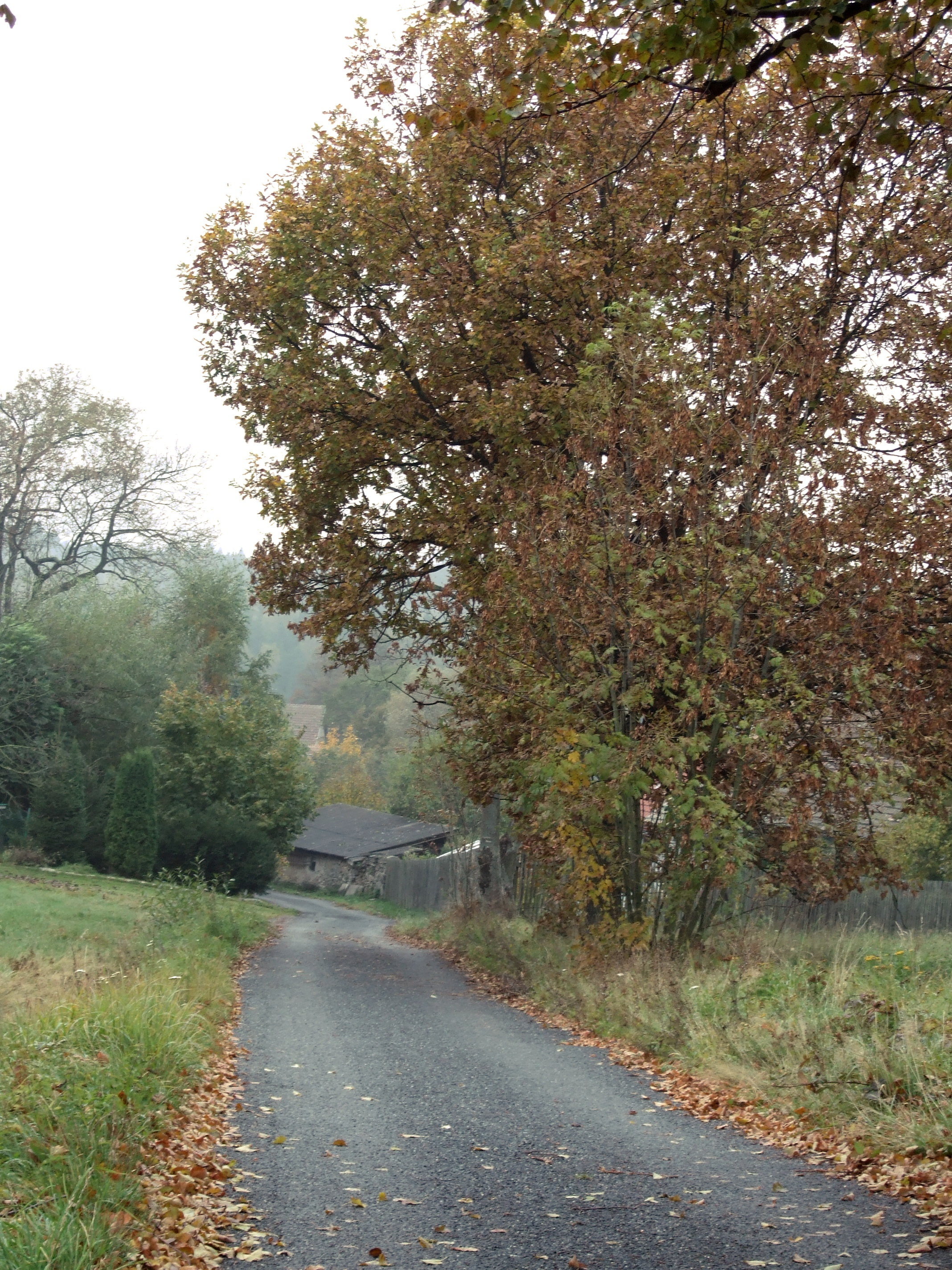
Cesta do vesnice
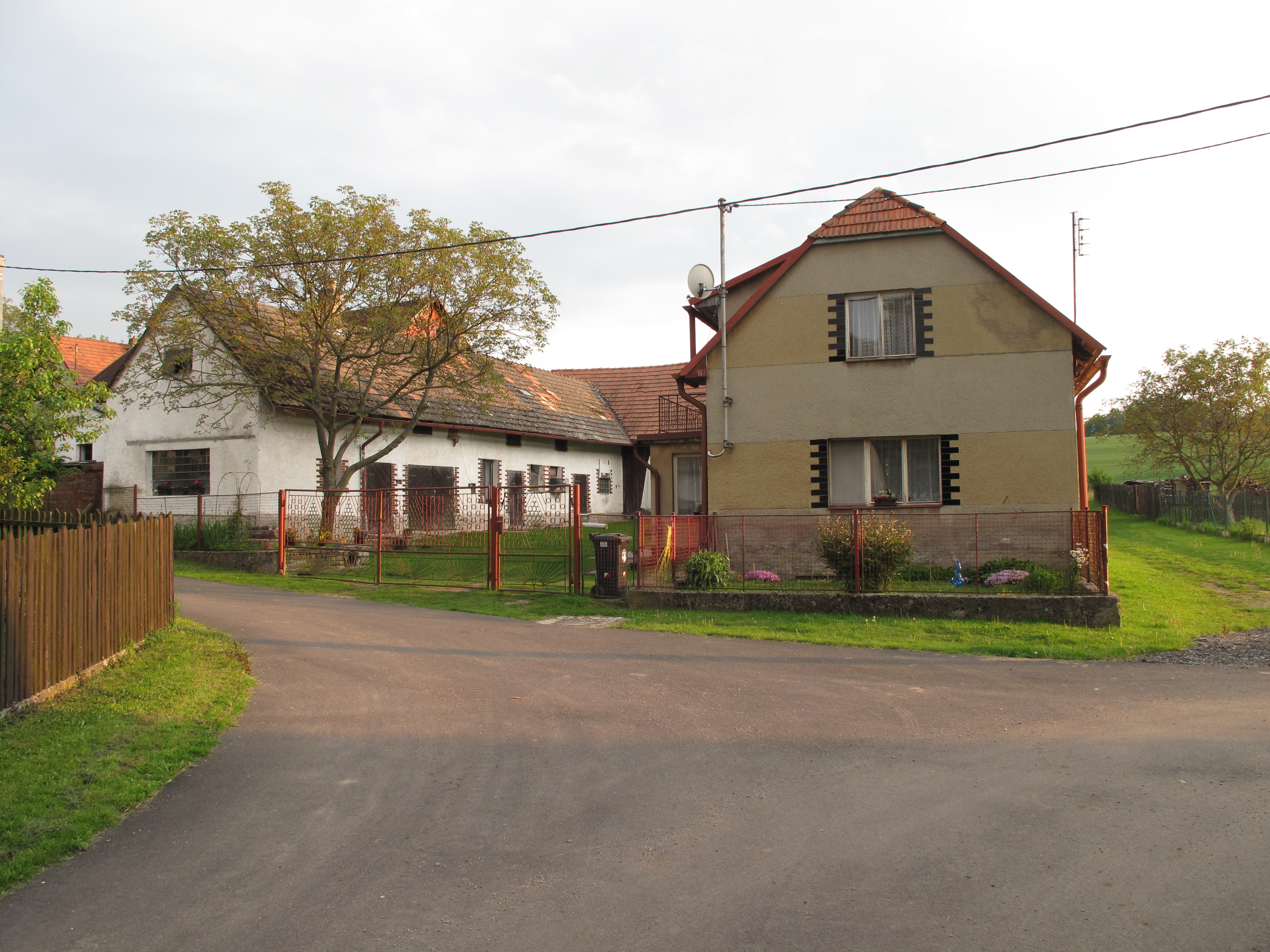
Statek (2019)